# 趙胤昌
趙胤昌（？—？），號芝庭，山東莱州府掖縣軍籍。

## 生平
萬曆四十年（1612年）壬子科山東鄉試第二十九名舉人，四十四年（1616年）丙辰科進士，工部觀政，四十五年授沭陽縣知縣，萬曆四十六年（1618年）任曲周縣知縣。天启五年（1625年）官廣西道御史，七年二月，命御史赵胤昌巡按福建。八月以殿工加升一级，加太仆寺少卿，照旧管事。崇祯二年京察去職，四年降補陕西按察司知事，七年升南京行人司司副。

## 家族
曾祖趙惠，義官、累贈南吏部尚書。祖父趙孟（1507年-1603年），字晉臣，號西垣，洧川教諭，以子趙煥累封南京吏部尚書。父趙燿，隆庆辛未進士，官至保定巡抚。